# Диоклетианополь
Диоклетианополь (др.-греч. Διοκλητιανούπολις, лат. Diocletianopolis, болг. Диоклецианопол — «город Диоклетиана») — античный римский город во Фракии, на территории современной Болгарии. Город получил свой статус в 293 г н. э. от римского императора Диоклетиана и был назван его именем.
Археологические данные показывают, что место было населено ещё в VІ тысячелетии до н. э. Позже здесь возникло фракийское поселение; затем, около I в. н. э. Фракия была завоёвана римлянами и селище развилось как типичный римский город.
В 293 г н. э. римский император Диоклетиан был здесь из-за лечебных минеральных вод и город был назван его именем.
В V—VІ в н. э. Диоклетианополь вошёл в пределы Византийской империи. В конце VІ — начале VІІ в город был разрушен нашествиями авар и славян.
В Раннем Средневековье (около ІХ в) на руинах Диоклетианополя возникло поселение, из которого развился современный город на территории современной Пловдивской области Болгарии — Хисаря.
Крепостные стены Диоклетианополя окружают площадь в 20 га. Они были дополнительно защищены ровом и земляным валом. Общая длина крепостных стен — 2 327 м, толщина — от 2,6 до 4 м, высота — до 12,5 м. По их протяжению стояли 44 башни имелось четверо больших врат и шесть меньших входов.
По сей день хорошо сохранились Южные и Западные врата.